# ایتمان (ویرجینیای غربی)
ایتمان(به انگلیسی: Itmann) شهری در ایالت ویرجینیای غربی کشور ایالات متحده آمریکا است که جمعیت آن در سرشماری سال ۲۰۱۰ میلادی، ۲۹۳ نفر بوده‌است.